# TC Sports Club
El TC Sports Club es un equipo de fútbol de Maldivas que juega en la Dhivehi Premier League, la primera división de fútbol en el país.

## Historia
Fue fundado en el año 2004 en la capital Malé, pero fue hasta el año 2014 que llegó a jugar en la desaparecida Dhivehi League luego de ganar el título de la segunda categoría.
En 2015 debuta en la recién creada Dhivehi Premier League donde termina en segundo lugar solo detrás del campeón New Radiant SC; repitiendo el logro en la temporada 2017 vencido en la final también por el New Radiant SC.
Clasificó a la Copa AFC 2018, su primer torneo continental, en donde le ganó al Saif SC de Bangladés y perdió en la ronda de playoff ante el Bengaluru FC de la India.

## Palmarés
- Segunda División de Maldivas: 1

2013

## Participación en competiciones de la AFC
| Temporada | Torneo  | Ronda      | Club      | Casa | Visita | Global |
| --------- | ------- | ---------- | --------- | ---- | ------ | ------ |
| 2018      | AFC Cup | Preliminar | Saif      | 3–1  | 1–0    | 4–1    |
| 2018      | AFC Cup | Play-off   | Bengaluru | 2-3  | 0-5    | 2-8    |

## Entrenadores
- Mohamed Nizam "Nizambe" (2014-2019)[7]
- Mohamed Athif "Athi" (2019)[8][9]